# Rova van Antananarivo

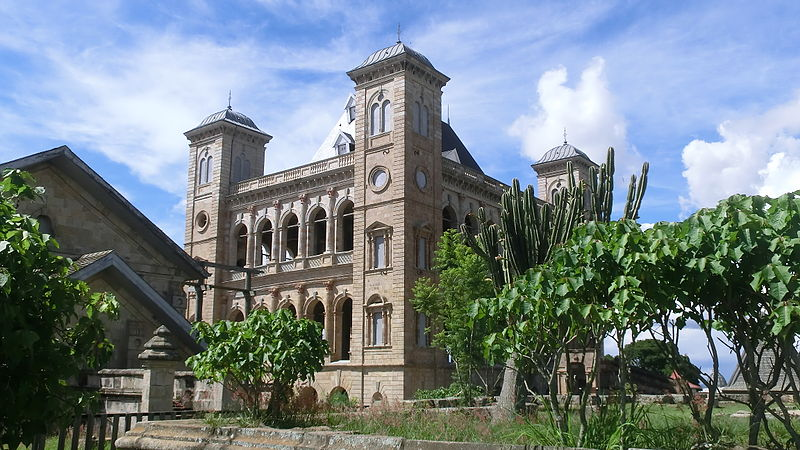
De Rova van Antananarivo, met in het midden het paleis Manjakamiadana

De Rova van Antananarivo (Malagassisch: Rovan'i Manjakamiadana) is een koninklijk versterkt complex (rova) in Antananarivo, de hoofdstad van Madagaskar. Het complex werd gebouwd door de Merina-Koning Andrianjaka en deed gedurende de gehele periode van het Koninkrijk Imerina dienst als residentie voor het koningshuis.

## Beschrijving

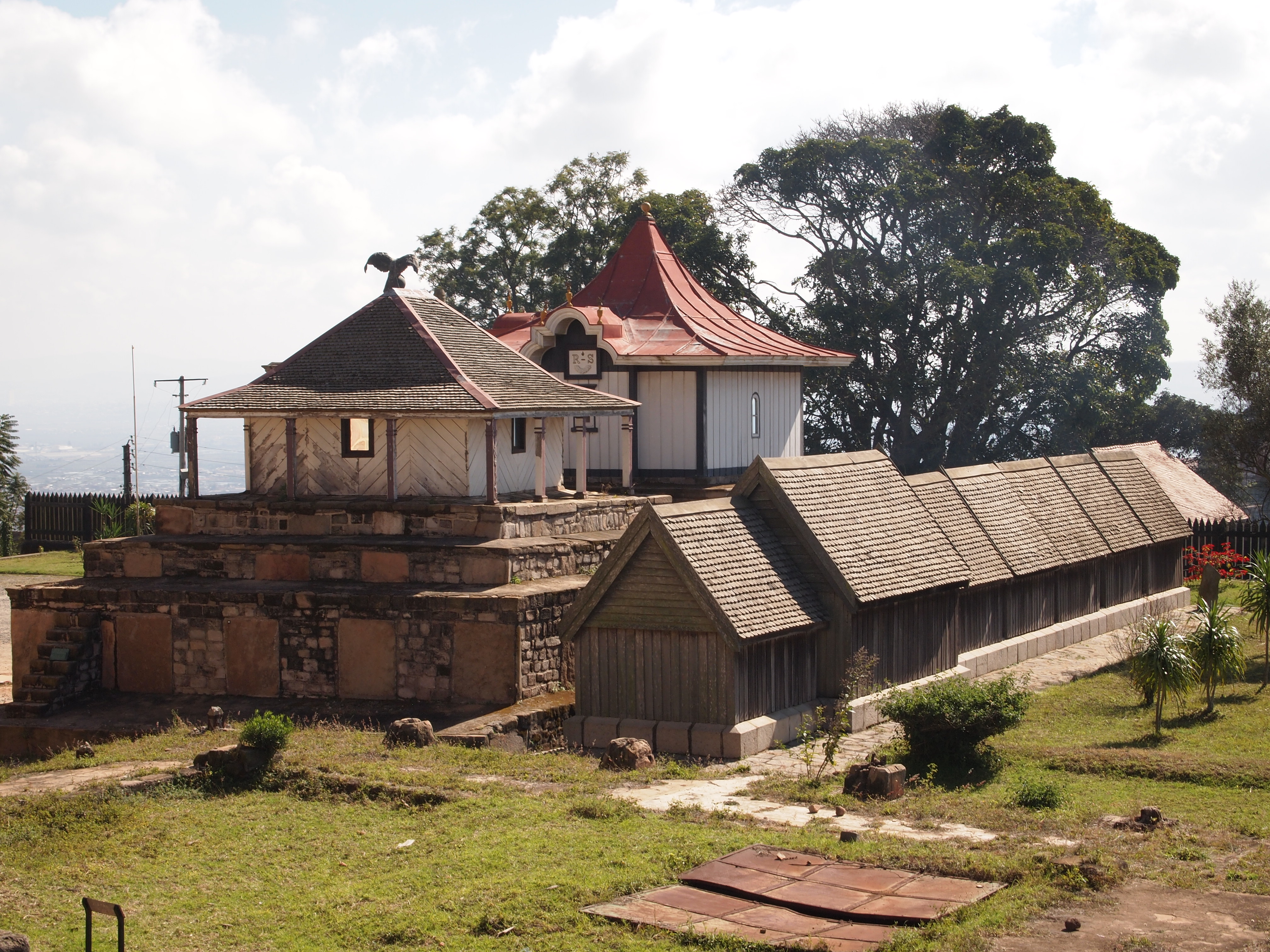
De koninklijke graftombes in de rova

De Rova van Antananarivo is gebouwd op Analamanga, een van de twaalf heilige heuvels van Imerina en met 1.456 meter de hoogste heuvel van de hoofdstad. De indeling was van oorsprong net als bij vrijwel alle rova's gebaseerd op traditionele wetten die voortvloeide uit het animistisch wereldbeeld van de Merina. In de loop der eeuwen zijn er echter een groot aantal veranderingen geweest. In de 20e eeuw werd het christendom in Madagaskar geïntroduceerd, waardoor veel tradities kwamen te vervallen. In het zuiden van de rova staat nu bijvoorbeeld de koninklijke kapel. Het zuiden wordt traditioneel geassocieerd met vrouwelijkheid en geestelijkheid. In het noorden staan de graven (fasana) van de monarchen Radama I, Radama II en Rasoherina, terwijl graven volgens de traditie in het oosten horen te liggen.

## Geschiedenis

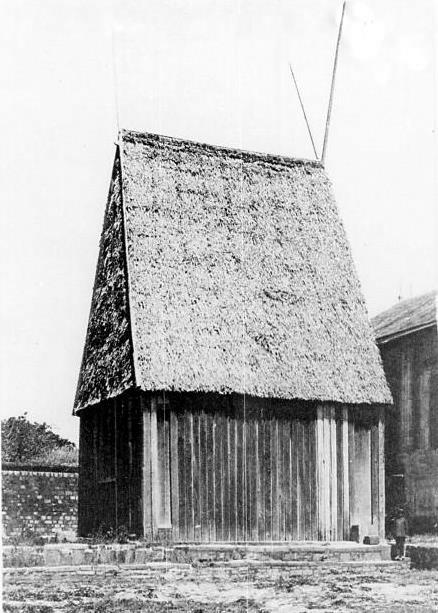
Besakana, Andrianjaka's woning in de rova.

### 1625 tot 1792
Andrianjaka (regeringsperiode 1612-1630) was de derde koning van het Koninkrijk Imerina. Rond 1625 leidde hij een garnizoen van 1000 soldaten om het laatste bolwerk van de Vazimba in te nemen, de oorspronkelijke bewoners van de hooglanden van Madagaskar. Om de heuvel te verdedigen, bouwde Andrianjaka een rova op de top, met inbegrip van een aantal huizen, zoals Masoandrotsiroa en Besakana, Andrianjaka's favoriete woning.
De Rova van Antananarivo bleef de hoofdstad van het geheel koninkrijk tot in 1710, tijdens de regering van Koning Andriamasinavalona. Naar aanleiding van een grote hoeveelheid onlusten in Imerina besloot deze koning om het koninkrijk op te splitsen in vier kleinere koninkrijken en deze te verdelen onder zijn vier favoriete zoons. Andriantomponimerina kreeg het zuidelijke gedeelte, met Antananarivo als hoofdstad. De koninkrijken bleven verdeeld tot in 1780, waarop Ramboasalama, de prins van Ambohimanga, erin slaagde om de koninkrijken weer te verenigen. In 1787 werd de prins gekroond als Koning Andrianampoinimerina en in 1792 nam hij Antananarivo in.

### 1792 tot 1810

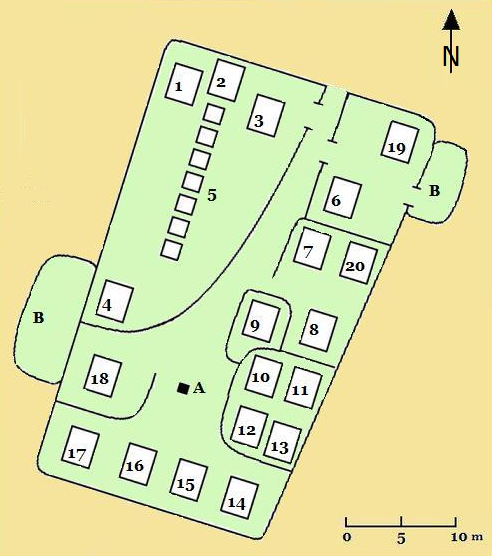
Vermoedelijke inrichting van de Rova van Antananarivo rond 1800

Andrianampoinimerina koos in 1794 de Rova van Antananarivo uit als zijn regeringszetel in de plaats van Ambohimanga. Hij liet een groot aantal gebouwen bijbouwen in de Rova, elk volgens traditie met een kenmerkende naam. Zijn persoonlijke vertrekken waren onder andere Manjakamiadana, Besakana, Manatsaralehibe en Marivolanitra een gebouw met een dakterras waarop de koning een uitzicht had over zijn stad en de omliggende vlaktes.
Op de uitstekende daklijsten (tandro-trano) van Manjakamiadana waren zilveren versieringen aangebracht in de vorm van handen, wat het gebouw de bijnaam Felatanambola leverde, wat 'zilveren handen' betekent. Later werden deze zilveren handen verwijderd en op de tandro-trano van Besakana aangebracht. Een gebouw waarvan het fundament uit stenen blokken bestond, kreeg de naam Bevato: 'veel stenen'. Volgens Malagassische legendes was Manatsara een van Andrianampoinimerina's favoriete gebouwen. Het gebouw was opgetrokken van hardhout verkregen van de stam van Tambourissa parrifolia, een endemische boomsoort in Madagaskar. Later liet Andrianampoinimerina dit gebouw verhuizen naar de Rova van Ambohidrabiby. Van de Rova van Ambohidrano liet hij het gebouw Miandrivola overplaatsen naar de Rova van Antananarivo.
Andrianampoinimerina's talrijke vrouwen en hun familieleden bewoonden het grootste gedeelte van de gebouwen in de rova:
- Mahitsielafanjaka[7] was de woning van Rabodonizimirabalahy
- Tsarazoky[8] was de woning van Ramiangaly
- Voahangy[9] was de woning van Ramisa
- Bado[10] was de woning van Andrianampoinimerina's belangrijkste vrouw Rasendrasoa.

- Nanjakana[11] was de woning van Ramanantenasoa en Rasamona
- Rarihasana[12] was de woning van Ravaomanjaka en Razafinamboa
- Fohiloha[13] was de woning van Ratsimanompo, de dochter van Andrianampoinimerina's zuster Ralaisoko
- Rarisambo.[14] was de woning van Andrianampoinimerina's tante Rasalamo

### 1810 tot 1828
Andrianampoinimerina werd na zijn dood in 1810 opgevolgd door zijn zoon Radama I en ook hij koos de Rova van Antananarivo uit als regeringszetel. Tijdens Radama's veroveringen in Madagaskar liet hij in elk veroverd gebied rova's bouwen naar het model van de Rova van Antananarivo. Radama was altijd geïnteresseerd in modernisering en tijdens zijn vele veroveringen op het eiland raakte hij onder de indruk van de huizen in Toamasina, een havenstad aan de oostkust. Deze huizen waren gebouwd door Creoolse immigranten van de eilanden Mauritius en Réunion.

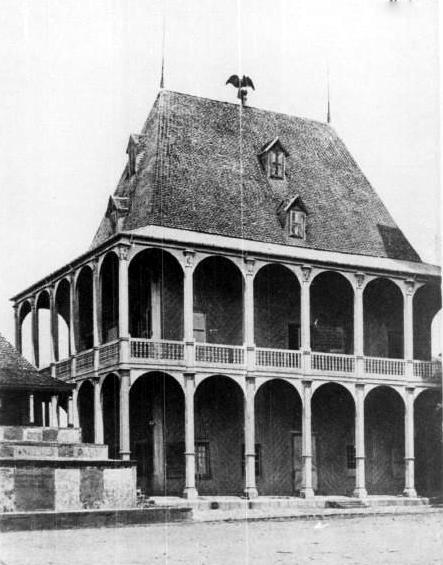
Tranovola was een mix van de aristocratische Merina-architectuur en de nieuwe Creoolse architectuur

Radama nodigde een Creoolse ambachtsman, genaamd Louis Gros uit op de Rova van Antananarivo om Bevato te renoveren, zodat deze als nieuwe woonplaats voor zijn favoriete vrouw Rasalimo kon dienen. Louis Gros voorzag het huis bovendien van een tweede verdieping, een nieuwigheid die Radama in Toamasina ook al had aangetroffen. Een ander houten paleis dat een mix was van de oude aristocratische Merina-stijl en de nieuwe Creoolse, was Tranovola, dat op hetzelfde tijdstip werd gebouwd als de renovatie van Bevato. Ook Tranovola had twee verdiepingen, maar ook een veranda, ramen en meerdere binnenplaatsen. Ook de graftombe van Radama I was van een soortgelijke hybride stijl.  Voor zijn concubines liet hij Kelisoa bouwen, wat 'Kleine schoonheid' betekent. Rond de rova liet Radama stenen muren bouwen, bedekt met aangescherpte houten palen langs.

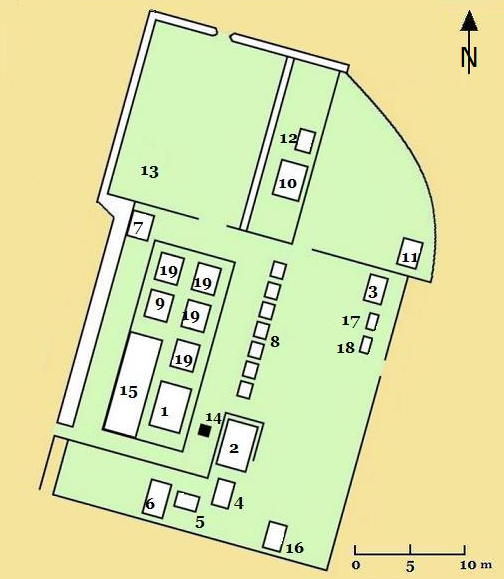
Vermoedelijke inrichting van de Rova van Antananarivo in 1828

Ondanks dit soort innovaties behield de Rova van Antananarivo haar traditionele kenmerken tijdens het bewind van Radama I. Veel nieuwe gebouwen werden geplaatst op een uitgebreid gedeelte van de rova. De voornaamste gebouwen als Besakana, Nanjakana, Mahitsy, Manjakamiadana en diverse woningen van zijn vaders weduwen werden behouden. Radama I restaureerde Marivolanitra en bestemde dit gebouw voor huisvesting voor buitenlandse bezoekers. Het gebouw Rarihasana bestemde Radama voor zijn vrouw Rasalimo.

### 1828 tot 1896
Radama's eerste vrouw Ramavo volgde hem na zijn dood in 1828 op als Koningin Ranavalona. Tijdens haar regering van 1828 tot 1861 werden een groot aantal veranderingen in de rova doorgevoerd. Tussen 1839 en 1840 liet Ranavalona Manjakamiadana bouwen, het grootste gebouw van de hedendaagse rova. Ze bestemde Tranovola voor haar zoon Radama II en liet in 1845 een groot aantal aanpassingen aan het gebouw verrichten. Bovendien werden de grenzen van de rova flink uitgebreid en veel oudere gebouwen werden verhuisd naar andere rova's in de hooglanden. Voahangy werd naar de oude Imerina-hoofdstad Alasora verplaatst, Tsiazompaniry naar Antamalaza en Bado naar de Rova van Ambohidrabiby. Fohiloha, Kelisoa, Manatsara en Masoandro werden naar het koninklijke dorp Ambohimanga verhuisd.
Ook latere koninginnen voerden veranderingen door in de rova. Koningin Rasoherina (regeringsperiode 1863–1868) liet Marivolanitra naar Mahazoarivo verhuizen om ruimte te maken voor haar nieuwe residentie. Dit gebouw, dat de toepasselijke naam Manampisoa ('Toevoegen wat aangenaam is') kreeg, werd door de Schotse missionaris James Cameron ontworpen en tussen 1865 en 1867 gebouwd. Rasoherina's opvolger Ranavalona II (regeringsperiode 1868-1883) bouwde een protestante kapel, Fiangonana genaamd, in het zuiden van de rova. Zij liet James Cameron een stenen constructie ontwerpen die rond de houten Manjakamiadana werd gebouwd.

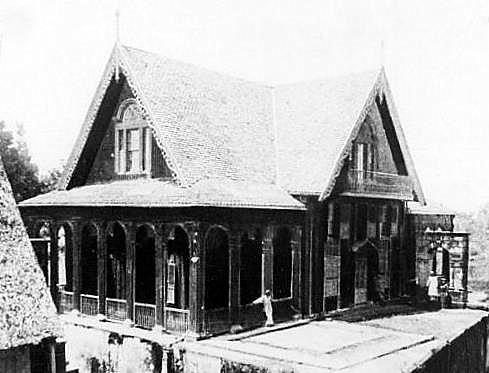
Manampisoa, de residentie van Rasoherina
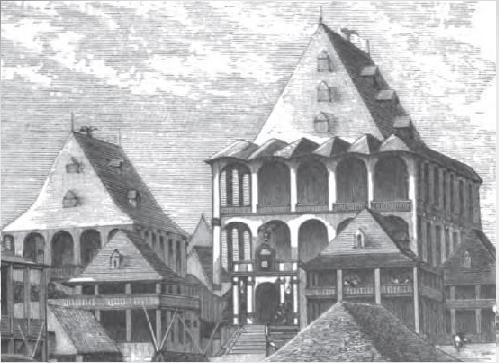
Het houten paleis Manjakamiadana tijdens de regering van Ranavalona I
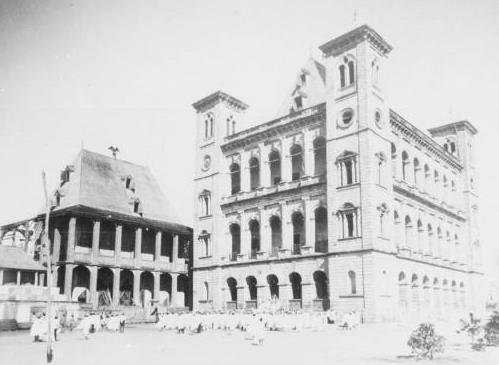
Ranavalona II liet een stenen constructie rond Manjakamiadana bouwen

Ranavalona III (regeringsperiode 1868–1896) maakte tijdens haar regering plannen voor een nieuwe privé-woning. Er bestaan bovendien geruchten dat ze een aannemer had ingeschakeld om elektriciteit aan te leggen. Geen van haar plannen werd echter uitgevoerd. Frankrijk viel op 30 september 1895 Madagaskar binnen en in 1897 werd het eiland een Franse kolonie.

### Vanaf 1896

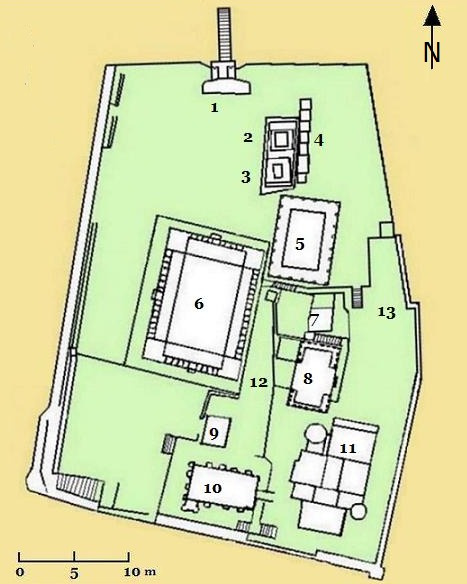
Inrichting van de Rova van Antananarivo in 1990

De Fransen maakten van de Rova van Antananarivo een museum in 1897. Zij groeven de lijken van monarchen op in de rova en in Ambohimanga, om ze vervolgens weer te begraven op een nieuwe locatie achter de bestaande graven van Radama I en Rasoherina. Dit gebeurde in weerwil van de protesten van de Malagassiërs, die verklaarden dat dit een heiligschennende daad was. Volgens sommige wetenschappers werd dit echter bewust gedaan in een poging om het Malagassische geloof in de kracht van de koninklijke razana teniet te doen en om de Malagassiërs de macht van het koloniaal bestuur te tonen.
In 1960 werd Madagaskar een onafhankelijke republiek. De Rova van Antananarivo bleef gedurende de periode tot 1992 vrijwel geheel gesloten voor publiek. In 1995, drie jaar nadat de rova weer open was voor publiek, werd het door een brand grotendeels verwoest. Uit de brand geredde voorwerpen werden naar het Paleis van Andafiavaratra gebracht, dat ook op de heuvel van Analamanga ligt. Inmiddels is het grootste deel van de rova weer hersteld. 

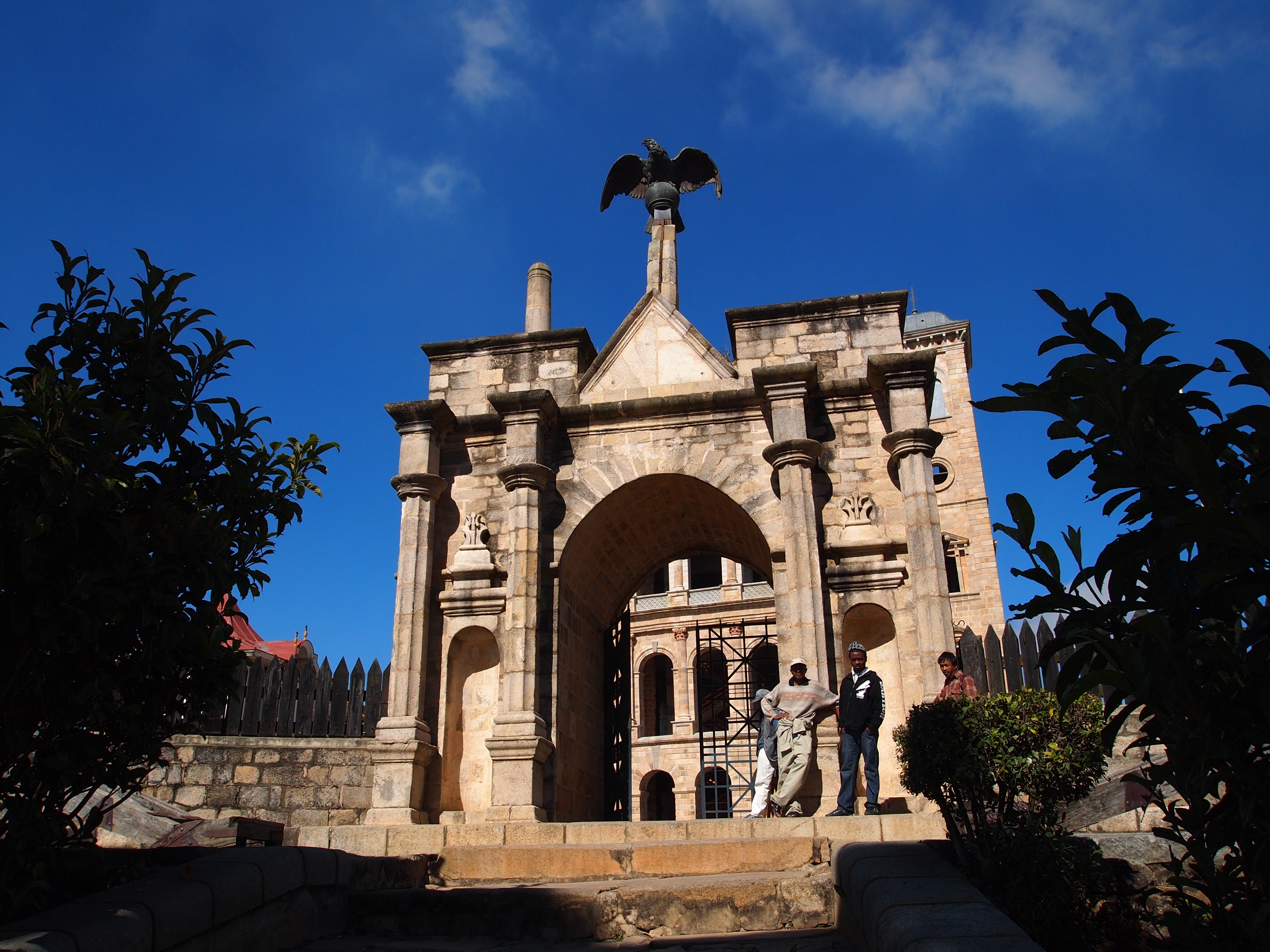
Toeganspoort van de rova
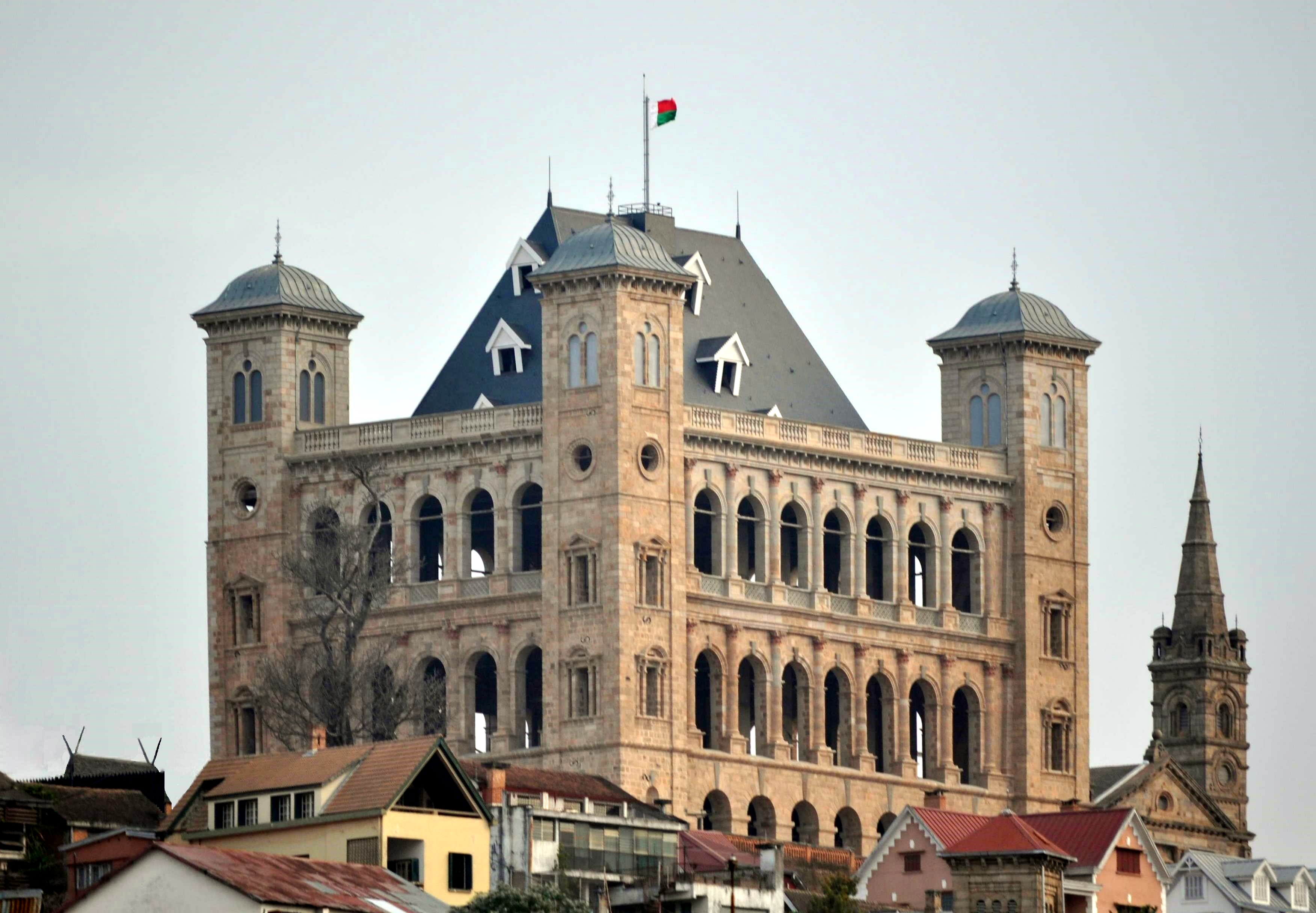
Het gerestaureerde paleis Manjakamiadana na 1995
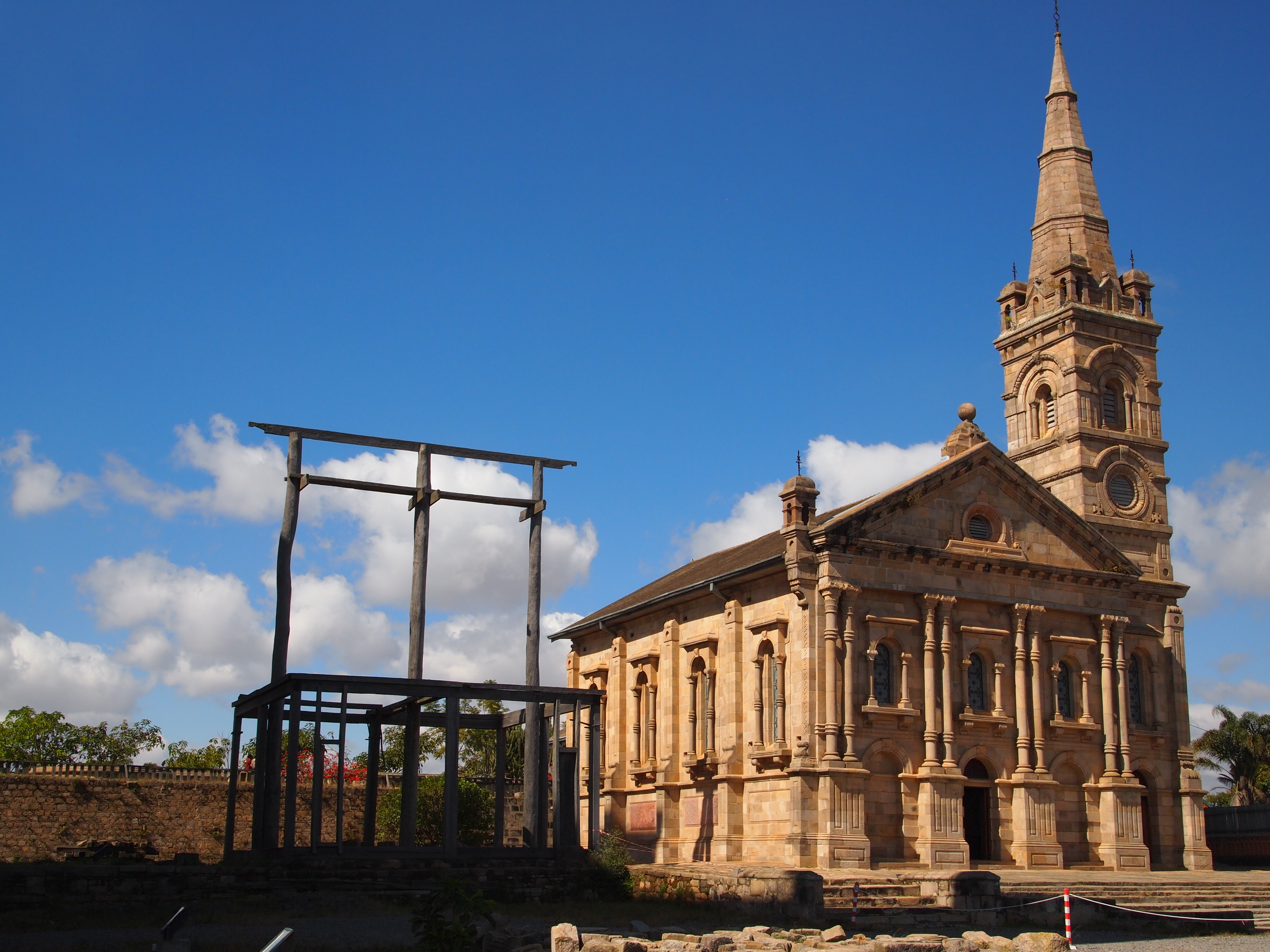
De koninklijke kapel en de herstelwerkzaamheden aan Besakana